# Yael Arad
Yael Arad, född den 1 maj 1967 i Tel Aviv, Israel, är en israelisk judoutövare.
Hon tog OS-silver i damernas halv mellanvikt i samband med de olympiska judotävlingarna 1992 i Barcelona.